# Burshtyn
Burshtyn (tiếng Ukraina: Бурштин) là một thành phố của Ukraina. Thành phố này thuộc tỉnh Ivano-Frankivsk. Thành phố này có diện tích ? km2, dân số theo điều tra dân số năm 2001 là 15298 người.